# Jieh
Jieh (eller Jiye, Jiyeh, arabiska: الجية) är en kuststad i Libanon, belägen cirka 23 km (20–25 km) söder om Beirut vid Medelhavet, i guvernementet Libanonberget och distriktet Chouf. Staden hade cirka 5 000 invånare år 2004. Jieh har en 7 km lång sandstrand, vilket är ovanligt på Libanons främst steniga kust. Staden har blivit evakuerad och förstörd tre gånger; 1976, 1982 respektive 1985, under inbördeskriget.
Den nuvarande staden Jieh tros ligga på samma plats som den hellenska staden Porphyreon låg på, under fenicisk tid. Staden omnämns i en text från år 218 f.Kr.
Jieh förknippas enligt lokal tradition med profeten Jona, som sägs ha kastats upp på den sandiga stranden, efter att den stora fisk som svalde honom spytt upp honom. I Itinerarium Burdigalense från år 333, en av de äldsta kända kristna itinerarierna (en sorts vägkarta eller skriven resväg), beskrivs platsen som ett pilgrimsstopp på vägen mot det heliga landet. Lämningarna av en kristen basilika från 400-talet eller 500-talet har hittats i området.

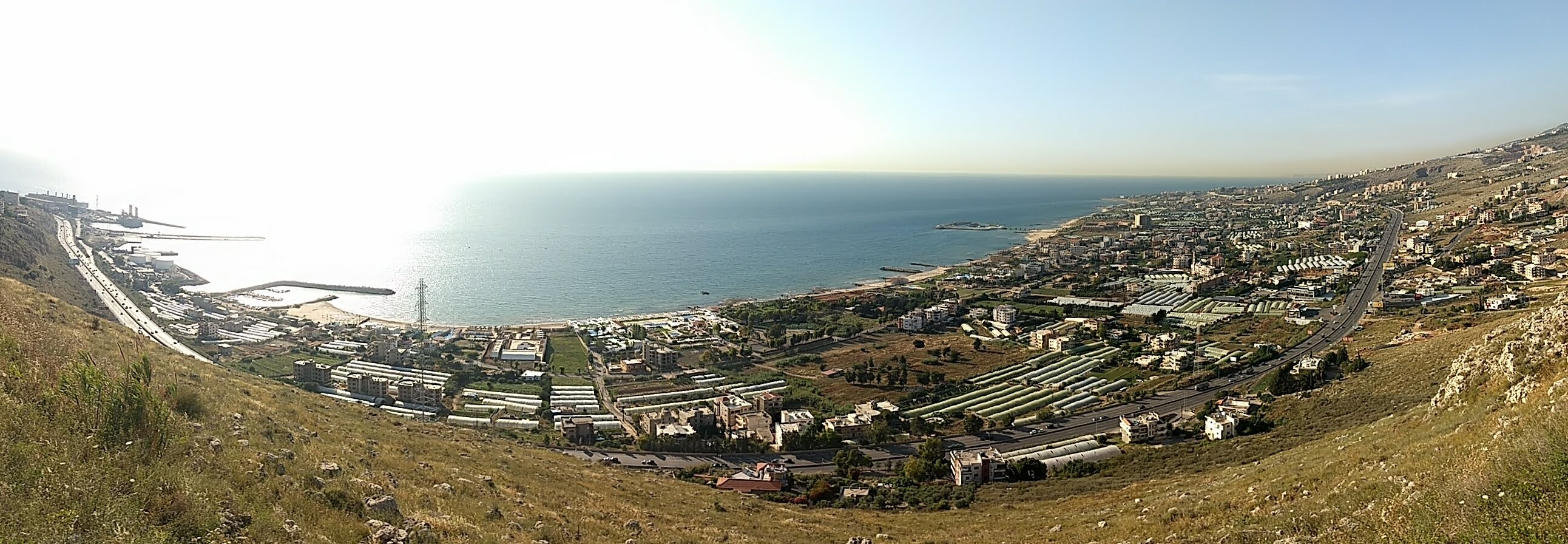
Panorama över Jieh, i maj 2018.

Den här artikeln är helt eller delvis baserad på material från engelskspråkiga Wikipedia, tidigare version.